# Заттельдорф
Заттельдорф (нем. Satteldorf) — община в Германии, в земле Баден-Вюртемберг. 
Подчиняется административному округу Штутгарт. Входит в состав района Швебиш-Халль.  Население составляет 5196 человек (на 31 декабря 2010 года). Занимает площадь 46,21 км².